# 神武直彦
神武 直彦（こうたけ なおひこ、1973年6月25日）は、日本の工学者、博士（政策・メディア）。慶應義塾大学大学院システムデザイン・マネジメント研究科教授。専門分野は、システムズエンジニアリング、デザイン思考、社会技術システムのデザイン、計算機科学、宇宙システム、IoT（Internet of Things）。

## 人物
慶應義塾大学大学院理工学研究科計算機科学専攻修士課程修了。慶應義塾大学大学院政策・メディア研究科博士課程修了。宇宙開発事業団、宇宙航空研究開発機構、欧州宇宙機関を経て、慶應義塾大学大学院システムデザイン・マネジメント研究科教授。名古屋大学客員教授。測位航法学会理事、Multi-GNSS AsiaSteering Committee Member、高精度衛星測位サービス利用促進協議会アドバイザ。元慶應義塾横浜初等部部長。慶應義塾大学前塾長の安西祐一郎と宇宙飛行士の星出彰彦とは、慶應義塾大学理工学部体育会ラグビー部（KER）の同窓である。自身はKER54期である。

## 略歴
- 1992年　慶應義塾高等学校卒
- 1996年　慶應義塾大学理工学部卒
- 1998年　慶應義塾大学大学院理工学研究科修士課程修了
- 1998年　宇宙開発事業団宇宙輸送システム本部開発部員
- 2003年　宇宙航空研究開発機構情報計算工学センター開発員
- 2005年　慶應義塾大学大学院政策・メディア研究科博士課程修了
- 2006年　宇宙航空研究開発機構情報計算工学センター主任開発員
- 2007年　欧州宇宙機関（European Space Agency）訪問研究員
- 2009年　慶應義塾大学先導研究センター准教授
- 2011年　慶應義塾大学大学院システムデザイン・マネジメント研究科准教授
- 2014年　アジア工科大学院（Asian Institute of Technology）招聘准教授（現在教授）
- 2016年　日本スポーツ振興センターマネージャー（非常勤）
- 2017年　日本スポーツ振興センターアドバイザー（非常勤）
- 2018年　慶應義塾大学大学院システムデザイン・マネジメント研究科教授
- 2019年　慶應キッズパフォーマンスアカデミー ディレクター
- 2021年　慶應義塾横浜初等部部長（兼任）
- 2021年　宇宙サービスイノベーションラボ事業協同組合代表理事
- 2023年　名古屋大学客員教授

## 共編著
- 『いちばんやさしい衛星データビジネスの教本』インプレス、2022.6
- 『センサーシティー 都市をシェアする位置情報サービス（監修）』インプレスR&D、2017.9
- 『システムデザイン・マネジメントとは何か』慶應義塾大学出版会、2016.11
- 『アイデアソンとハッカソンで未来をつくろう』インプレスR&D、2015.11
- 『CanSat -超小型模擬人工衛星-』オーム社、2014.8
- 『位置情報ビッグデータ』インプレスR&D、2014.4
- 『エンジニアリングシステムズ:複雑な技術社会において人間のニーズを満たす』慶應義塾大学出版会、2014.2